# Festival de la Canción de Eurovisión 1962

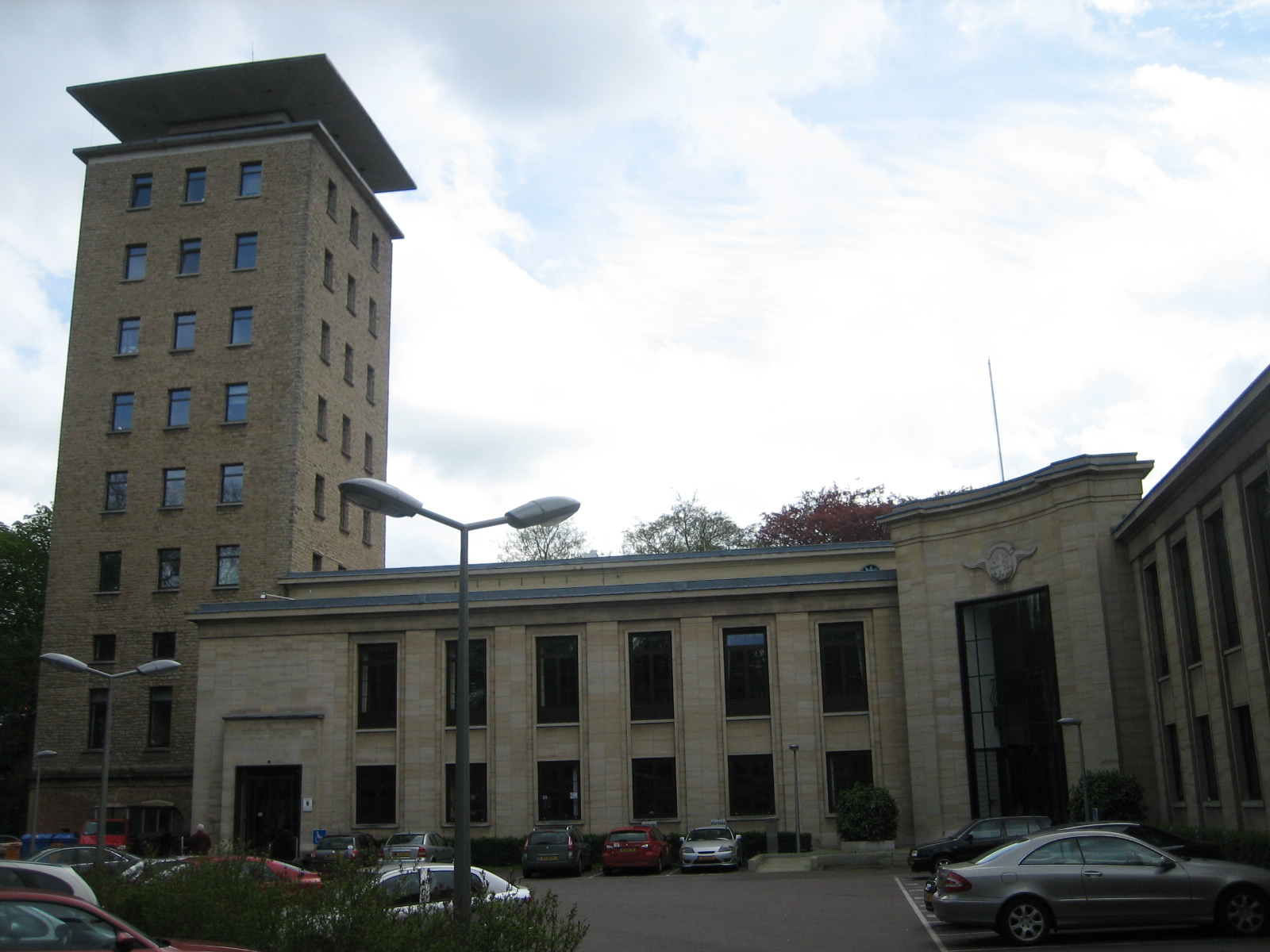
Villa Louvigny, sede del Festival de la Canción de Eurovisión 1962.

El VII Festival de la Canción de Eurovisión tuvo lugar el 18 de marzo de 1962 en Luxemburgo. La presentadora fue Mireille Delannoy, y la victoria recayó en el tema francés «Un premier amour» interpretado por la artista Isabelle Aubret. La canción obtuvo 26 puntos y, en 1968, Aubret volvería a participar en Eurovisión con la canción «La source», con la que quedaría en tercer puesto.
Jean Philippe, quien representó a Francia en el Festival de 1959, volvería este año representando a Suiza.
En esta edición se cambió el sistema de votación: los jurados nacionales, formados todavía por 10 miembros, tenían que atribuir 3, 2 y 1 puntos a sus tres canciones favoritas. Por primera vez en el festival, hubo varios países que no consiguieron ningún punto.

## Países participantes

### Canción y selección
| País y TV               | Título original de la canción                       | Artista(s)       | Proceso y fecha de selección             |
| País y TV               | Traducción al español                               | Idioma(s)        | Proceso y fecha de selección             |
| ----------------------- | --------------------------------------------------- | ---------------- | ---------------------------------------- |
| Alemania Occidental ARD | «Zwei kleine Italiener»                             | Conny Froboess   | Deutschen Schlager-Festspiele 1962       |
| Alemania Occidental ARD | Dos italianitas                                     | Alemán           | Deutschen Schlager-Festspiele 1962       |
| Austria ORF             | «Nur in der Wiener Luft»                            | Eleonore Schwarz | —                                        |
| Austria ORF             | Solo en el aire vienés                              | Alemán           | —                                        |
| Bélgica RTB             | «Ton nom»                                           | Fud Leclerc      | Eurosong, 19-02-1962                     |
| Bélgica RTB             | Tu nombre                                           | Francés          | Eurosong, 19-02-1962                     |
| Dinamarca DR            | «Vuggevise»                                         | Ellen Winther    | Dansk Melodi Grand Prix 1962, 11-02-1962 |
| Dinamarca DR            | Nana                                                | Danés            | Dansk Melodi Grand Prix 1962, 11-02-1962 |
| España TVE              | «Llámame»                                           | Víctor Balaguer  | Final nacional, 5-02-1962 y 6-02-1962    |
| España TVE              | —                                                   | Español          | Final nacional, 5-02-1962 y 6-02-1962    |
| Finlandia YLE           | «Tipi-tii»                                          | Marion Rung      | Final nacional, 15-02-1962               |
| Finlandia YLE           | Pío, pío                                            | Finés            | Final nacional, 15-02-1962               |
| Francia RTF             | «Un premier amour»                                  | Isabelle Aubret  | Elección interna                         |
| Francia RTF             | Un primer amor                                      | Francés          | Elección interna                         |
| Italia RAI              | «Addio, addio»                                      | Claudio Villa    | Festival de la Canción de San Remo 1962  |
| Italia RAI              | Adiós, adiós                                        | Italiano         | Festival de la Canción de San Remo 1962  |
| Luxemburgo CLT          | «Petit bonhomme»                                    | Camillo Felgen   | —                                        |
| Luxemburgo CLT          | Pequeño compañero                                   | Francés          | —                                        |
| Mónaco TMC              | «Dis rien»                                          | François Deguelt | —                                        |
| Mónaco TMC              | No digas nada                                       | Francés          | —                                        |
| Noruega NRK             | «Kom sol, kom regn»                                 | Inger Jacobsen   | Melodi Grand Prix 1962, 18-02-1962       |
| Noruega NRK             | Venga sol, venga lluvia                             | Noruego          | Melodi Grand Prix 1962, 18-02-1962       |
| Países Bajos NTS        | «Katinka»                                           | De Spelbrekers   | Nationaal Songfestival 1962, 27-02-1962  |
| Países Bajos NTS        | —                                                   | Neerlandés       | Nationaal Songfestival 1962, 27-02-1962  |
| Reino Unido BBC         | «Ring-a-ding girl»                                  | Ronnie Carroll   | A Song For Europe, 11-02-1962            |
| Reino Unido BBC         | Chica rin, rin                                      | Inglés           | A Song For Europe, 11-02-1962            |
| Suecia SR               | «Sol och vår»                                       | Inger Berggren   | Melodifestivalen 1962, 13-02-1962        |
| Suecia SR               | Sol y primavera                                     | Sueco            | Melodifestivalen 1962, 13-02-1962        |
| Suiza SRG SSR           | «Le retour»                                         | Jean Philippe    | —                                        |
| Suiza SRG SSR           | El retorno                                          | Francés          | —                                        |
| Yugoslavia JRT          | «Ne pali svetlo u sumrak» (Не пали светло у сумрак) | Lola Novaković   | Eurovizija 1962, 23-01-1962              |
| Yugoslavia JRT          | No enciendas las luces al anochecer                 | Serbocroata      | Eurovizija 1962, 23-01-1962              |

#### Artistas que regresan
- Fud Leclerc: Representó a Bélgica en 1956, 1958 y 1960, siendo su mejor posición en 1958 con la canción «Ma petite chatte», quedando en 5.ª posición con 8 puntos.
- Camillo Felgen: Representó a Luxemburgo en el Festival de la Canción de Eurovisión 1960 con la canción «So laang we's du do bast», quedando en 13.ª posición (última) con 1 punto.
- François Deguelt: Representó a Mónaco en el Festival de la Canción de Eurovisión 1960 con la canción «Ce soir-là», quedando en 3.ª posición con 15 puntos.
- Jean Philippe: Representó a Francia en el Festival de la Canción de Eurovisión 1959 con la canción «Oui, oui, oui, oui», quedando en 3.ª posición con 15 puntos.

### Directores de orquesta
Los países podían presentar su propio director de orquesta o el del país anfitrión, Jean Rodères.
- - George de Godzinsky
- - Henri Segers
- - Jean Rodères
- - Bruno Uher
- - Kai Mortensen
- - Egon Kjerrman
- - Rolf-Hans Müller
- - Dolf van der Linden
- - Franck Pourcel
- - Øivind Bergh
- - Cedric Dumont
- - Joze Privzek
- - Wally Stott
- - Jean Rodères
- - Raymond Lefèvre
- - Cinico Angelini

## Resultados
Francia  lideró la clasificación durante toda la ronda de votaciones, llegando a doblar en puntos al segundo clasificado. Bélgica, España, Países Bajos y Austria no obtuvieron ni un solo punto, siendo la primera vez que esto ocurre desde la creación del Festival en 1956.
| N.º | País                | Intérprete(s)    | Canción                   | Lugar | Pts. |
| --- | ------------------- | ---------------- | ------------------------- | ----- | ---- |
| 1   | Finlandia           | Marion Rung      | «Tipi-tii»                | 7     | 4    |
| 2   | Bélgica             | Fud Leclerc      | «Ton nom»                 | 13    | 0    |
| 3   | España              | Víctor Balaguer  | «Llámame»                 | 13    | 0    |
| 4   | Austria             | Eleonore Schwarz | «Nur in der Wiener Luft»  | 13    | 0    |
| 5   | Dinamarca           | Ellen Winther    | «Vuggevise»               | 10    | 2    |
| 6   | Suecia              | Inger Berggren   | «Sol och vår»             | 7     | 4    |
| 7   | Alemania Occidental | Conny Froboess   | «Zwei kleine Italiener»   | 6     | 9    |
| 8   | Países Bajos        | De Spelbrekers   | «Katinka»                 | 13    | 0    |
| 9   | Francia             | Isabelle Aubret  | «Un premier amour»        | 1     | 26   |
| 10  | Noruega             | Inger Jacobsen   | «Kom sol, kom regn»       | 10    | 2    |
| 11  | Suiza               | Jean Philippe    | «Le retour»               | 10    | 2    |
| 12  | Yugoslavia          | Lola Novaković   | «Ne pali svetla u sumrak» | 4     | 10   |
| 13  | Reino Unido         | Ronnie Carroll   | «Ring-A-Ding Girl»        | 4     | 10   |
| 14  | Luxemburgo          | Camillo Felgen   | «Petit bonhomme»          | 3     | 11   |
| 15  | Italia              | Claudio Villa    | «Addio, addio»            | 9     | 3    |
| 16  | Mónaco              | Francois Deguelt | «Dis rien»                | 2     | 13   |

### Tabla de votaciones

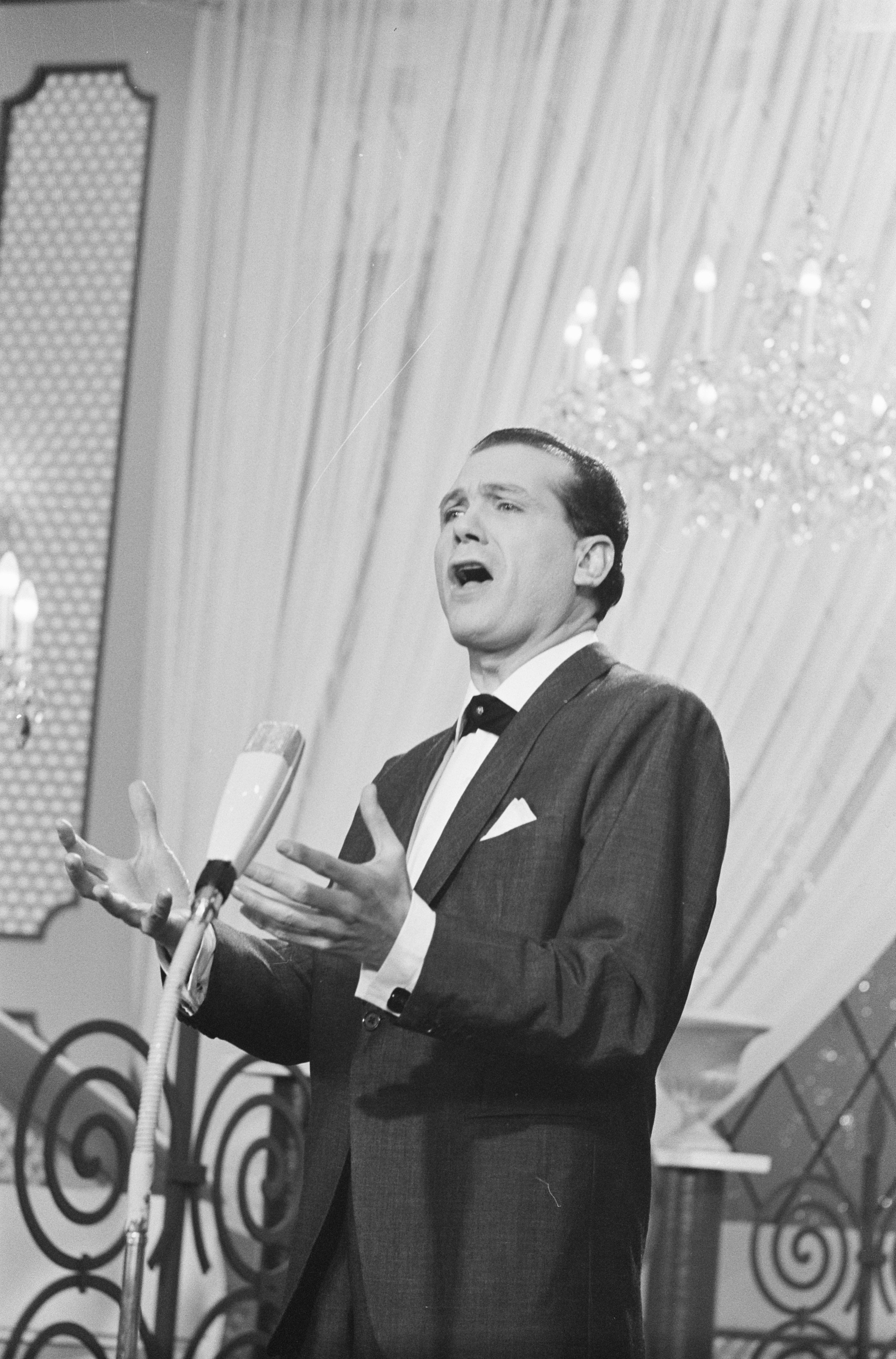
Víctor Balaguer, representante de España, durante el festival.

| Bandera de Finlandia | Bandera de Bélgica                   | Bandera de España | Bandera de Austria | Bandera de Dinamarca | Bandera de Suecia | Bandera de Alemania Occidental | Bandera de los Países Bajos | Bandera de Francia | Bandera de Noruega | Bandera de Suiza | Bandera de Yugoslavia | Bandera del Reino Unido | Bandera de Luxemburgo | Bandera de Italia | Bandera de Mónaco | Total |   |    |
| Participantes        | Finlandia                            |                   | 0                  | 0                    | 0                 | 0                              | 0                           | 0                  | 0                  | 0                | 1                     | 0                       | 0                     | 3                 | 0                 | 0     | 0 | 4  |
| Participantes        | Bélgica                              | 0                 |                    | 0                    | 0                 | 0                              | 0                           | 0                  | 0                  | 0                | 0                     | 0                       | 0                     | 0                 | 0                 | 0     | 0 | 0  |
| Participantes        | España                               | 0                 | 0                  |                      | 0                 | 0                              | 0                           | 0                  | 0                  | 0                | 0                     | 0                       | 0                     | 0                 | 0                 | 0     | 0 | 0  |
| Participantes        | Austria                              | 0                 | 0                  | 0                    |                   | 0                              | 0                           | 0                  | 0                  | 0                | 0                     | 0                       | 0                     | 0                 | 0                 | 0     | 0 | 0  |
| Participantes        | Dinamarca                            | 0                 | 0                  | 0                    | 0                 |                                | 1                           | 0                  | 0                  | 0                | 0                     | 0                       | 0                     | 0                 | 0                 | 1     | 0 | 2  |
| Participantes        | Suecia                               | 0                 | 0                  | 0                    | 0                 | 3                              |                             | 0                  | 1                  | 0                | 0                     | 0                       | 0                     | 0                 | 0                 | 0     | 0 | 4  |
| Participantes        | Alemania Occidental                  | 2                 | 0                  | 0                    | 0                 | 1                              | 0                           |                    | 2                  | 0                | 0                     | 0                       | 0                     | 2                 | 0                 | 0     | 2 | 9  |
| Participantes        | Países Bajos                         | 0                 | 0                  | 0                    | 0                 | 0                              | 0                           | 0                  |                    | 0                | 0                     | 0                       | 0                     | 0                 | 0                 | 0     | 0 | 0  |
| Participantes        | Francia                              | 0                 | 2                  | 2                    | 2                 | 0                              | 3                           | 3                  | 0                  |                  | 3                     | 3                       | 3                     | 1                 | 1                 | 2     | 1 | 26 |
| Participantes        | Noruega                              | 0                 | 0                  | 0                    | 0                 | 0                              | 0                           | 0                  | 0                  | 2                |                       | 0                       | 0                     | 0                 | 0                 | 0     | 0 | 2  |
| Participantes        | Suiza                                | 0                 | 0                  | 0                    | 0                 | 0                              | 0                           | 2                  | 0                  | 0                | 0                     |                         | 0                     | 0                 | 0                 | 0     | 0 | 2  |
| Participantes        | Yugoslavia                           | 1                 | 1                  | 0                    | 0                 | 0                              | 2                           | 0                  | 0                  | 3                | 0                     | 0                       |                       | 0                 | 0                 | 3     | 0 | 10 |
| Participantes        | Reino Unido                          | 3                 | 0                  | 1                    | 0                 | 2                              | 0                           | 0                  | 0                  | 0                | 0                     | 2                       | 2                     |                   | 0                 | 0     | 0 | 10 |
| Participantes        | Luxemburgo                           | 0                 | 3                  | 3                    | 1                 | 0                              | 0                           | 0                  | 0                  | 0                | 0                     | 1                       | 0                     | 0                 |                   | 0     | 3 | 11 |
| Participantes        | Italia                               | 0                 | 0                  | 0                    | 0                 | 0                              | 0                           | 0                  | 0                  | 0                | 0                     | 0                       | 1                     | 0                 | 2                 |       | 0 | 3  |
| Participantes        | Mónaco                               | 0                 | 0                  | 0                    | 3                 | 0                              | 0                           | 1                  | 3                  | 1                | 2                     | 0                       | 0                     | 0                 | 3                 | 0     |   | 13 |
| Participantes        | LA TABLA ESTÁ ORDENADA POR APARICIÓN |                   |                    |                      |                   |                                |                             |                    |                    |                  |                       |                         |                       |                   |                   |       |   |    |

#### Máximas puntuaciones
| N.º | A           | De                                                      |
| --- | ----------- | ------------------------------------------------------- |
| 5   | Francia     | Alemania Occidental, Noruega, Suecia, Suiza, Yugoslavia |
| 3   | Luxemburgo  | Bélgica, España, Mónaco                                 |
| 3   | Mónaco      | Austria, Luxemburgo, Países Bajos                       |
| 2   | Yugoslavia  | Francia, Italia                                         |
| 1   | Finlandia   | Reino Unido                                             |
| 1   | Suecia      | Dinamarca                                               |
| 1   | Reino Unido | Finlandia                                               |

### Portavoces
1. Italia - Enzo Tortora
2. Reino Unido - Alex Macintosh[3]
3. Yugoslavia - Mladen Delić
4. Suiza - Alexandre Burger
5. Noruega - Kari Borg Mannsåker[4]
6. Países Bajos - Ger Lugtenburg
7. Suecia - Tage Danielsson[5]
8. Dinamarca - Claus Toksvig
9. España - Diego Ramírez Pastor[6]
10. Bélgica - Arlette Vincent[7]
11. Finlandia - Poppe Berg[8]

## Retransmisión y comentaristas
- Austria (ORF): Emil Kollpacher
- Bélgica (RTB): Nicole Védrès
(BRT): Willem Duys[7]
- Dinamarca (DR TV)
- Alemania Occidental (Deutsches Fernsehen): Ruth Kappelsberger[9]
- Finlandia (Suomen Televisio): Aarno Walli[8]
- Francia (RTF): Pierre Tchernia[7]
- Italia (Programma Nazionale): Renato Tagliani
- Luxemburgo (Télé-Luxembourg): Jacques Navadic
- Mónaco (Télé Monte Carlo): Pierre Tchernia[7]
- Países Bajos (NTS): Willem Duys[10]
- Noruega (NRK y NRK P1): Odd Grythe
- España (TVE): Federico Gallo[6]
- Suecia (Sveriges Radio-TV y SR P1): Jan Gabrielsson[11]
- Suiza (TV DRS): Theodor Haller
(TSR): Georges Hardy
(TSI): Giovanni Bertini[7]
- Reino Unido (BBC TV): David Jacobs
(BBC Light Programme): Peter Haigh
- Yugoslavia (Televizija Beograd): Ljubomir Vukadinović
(Televizija Zagreb): Gordana Bonetti
(Televizija Ljubljana): Tomaž Terček